# Enagás
Enagás, S.A. (Empresa Nacional del Gas, BMAD ENG) és una empresa espanyola de la indústria energètica que opera i és propietària de la xarxa estatal de gas. També posseeix i opera tres terminals de regasificació de gas natural liquat a l'estat, a Huelva, Barcelona i Cartagena. Una quarta al port de El Musel, està en construcció i s'espera posar en marxa el 2011. El president de Enagás és Antoni Llardén i Carratalà i la seu es troba a Madrid.
L'empresa va ser fundada el 1975 pel Govern Espanyol amb la intenció de crear una xarxa estatal de gasoductes. Després de la privatització el 1994, Gas Natural va adquirir i controlar l'accionariat de l'empresa. Tanmateix des de la desinversió el 2002, Gas Natural ha reduït la seva inversió al 5%, que és el màxim permès establert pel govern des del 30 de desembre de 2006. El holding estatal Sociedad Estatal de Participaciones Industriales (SEPI) també posseeix el 5% d'Enagás. A finals del 2007, aproximadament el 70% de l'accionariat està al mercat.